# Diamantratelslang
De diamantratelslang (Crotalus adamanteus) is een slang uit de familie adders (Viperidae), onderfamilie groefkopadders (Crotalinae).

## Naam en indeling
De wetenschappelijke naam van de soort werd voor het eerst voorgesteld door Ambroise Marie François Joseph Palisot de Beauvois in 1799. Later werd de wetenschappelijke naam Hoserea (Edwardsus) adamanteus gebruikt.
De soortaanduiding adamanteus betekent vrij vertaald 'ruitvormig'.

## Verspreiding en habitat
Deze ratelslang komt voor delen van Noord-Amerika en leeft endemisch in de Verenigde Staten. De slang komt hier voor in de staten North Carolina, South Carolina, Mississippi, Alabama, Georgia, Florida en Louisiana. De habitat bestaat uit droge tropische en subtropische bossen, gematigde bossen, scrublands en savannen, meestal in de buurt van water. De diamantratelslang kan goed zwemmen en doet dat regelmatig.

## Uiterlijke kenmerken
De slang bereikt een lichaamslengte van ongeveer 85 tot 185 centimeter, uitschieters kunnen tot bijna 245 cm lang worden. De kop is duidelijk te onderscheiden van het lichaam door de aanwezigheid van een insnoering.
De slang heeft een enigszins gedrongen lichaam, een zeer brede driehoekige kop en een ratel aan het einde van de staart die alleen gebruikt wordt om vijanden af te schrikken. De naam is te danken aan de tekening, hoewel die van de Texaanse ratelslang (Crotalus atrox) er sprekend op lijkt. Deze soort heeft meestal licht omzoomde donkere ruiten op de rug, met meestal donkere flanken en een witte buik. De kleur is grijs tot bruin maar is erg variabel, er worden in de dierenhandel ook wel bewust bepaalde variaties gekruist om deze sterker te maken en ook melanisme komt voor.

## Levenswijze
Op het menu staan konijnen, knaagdieren en vogels. Bij een buitgemaakt prooidier onderzoekt de slang eerst de haarrichting, want indien deze verkeerd wordt ingeschat kan de slang stikken als de prooi blijft steken. Bij verstoring zal de slang hevig ratelen met de uit verharde schijfjes bestaande staartpunt, wat het dier in combinatie met de lengte een indrukwekkende verschijning maakt. Het gif is een neurotoxine en verstoort de prikkelingen tussen de zenuwuiteinden, waardoor uiteindelijk ook de ademhaling stopt.

## Beschermingsstatus
Door de internationale natuurbeschermingsorganisatie IUCN is de beschermingsstatus 'veilig' toegewezen (Least Concern of LC).